# The Servant (film, 1963)
Pour les articles homonymes, voir Servant.
Pour plus de détails, voir Fiche technique et Distribution.
The Servant, parfois connu sous les titres Le Serviteur ou Le Valet, est un film britannique de Joseph Losey, sorti en 1963. Adaptation d'un roman court de Robin Maugham.

## Synopsis
À Londres, Tony, un jeune aristocrate paresseux emménage dans une confortable maison bourgeoise, dans laquelle va travailler Hugo Barrett comme domestique. Ce dernier se révèle être un valet modèle, travailleur et intelligent. Une certaine complicité s'établit peu à peu entre le maître et son serviteur. Les femmes entrent en jeu : Susan, la fiancée de Tony, et Vera, d'abord présentée comme la sœur d'Hugo. La tension monte inexorablement car Susan, jalouse, détecte la face malsaine de ces intrus. Rapidement les rôles s'inversent et le maître se retrouve l'esclave de son serviteur, abandonnant tout caractère et toute volonté.

## Fiche technique
- Titre original : The Servant
- Titre français : The Servant ou Le Serviteur ou Le Valet[1]
- Réalisation : Joseph Losey
- Assistant réalisateur : Roy Stevens
- Scénario : Harold Pinter, d'après le roman court (publié en 1948) de Robin Maugham
- Production : Joseph Losey et Norman Priggen
- Directrice de production : Teresa Bolland
- Assistant de production : Paul Mayersberg (non crédité)
- Script-girl : Pamela Davies
- Direction artistique : Ted Clements
- Décors : Richard Macdonald
- Costumes : Beatrice Dawson
- Maquillage : Bob Lawrence
- Photographie : Douglas Slocombe
- Cameraman : Chic Waterson
- Montage : Reginald Mills
- Son : John Cox et Gerry Hambling
- Musique : John Dankworth
- Sociétés de production : Elstree Distributors et Springbok Productions
- Sociétés de distribution : Warner-Pathé Distributors et Associated British-Pathé  Royaume-Uni,
- Pays de production :  Royaume-Uni
- Langue originale : Anglais
- Genre : Comédie dramatique
- Format : Noir et blanc - 35 mm - 1,66:1 - Son mono (Westrex Recording System)
- Durée : 116 minutes
- Dates de sortie : 
  - Italie : 3 septembre 1963 (Mostra de Venise 1963)
  - Royaume-Uni : 9 janvier 1964
  - France : 10 avril 1964
- Affiche : Enzo Nistri (Italie)

## Distribution
- Dirk Bogarde : Hugo Barrett
- Sarah Miles : Vera
- Wendy Craig : Susan
- James Fox : Tony
- Catherine Lacey : Lady Mounset
- Richard Vernon : Lord Mounset
- Patrick Magee : l'évêque
- Alun Owen : le vicaire
- Doris Knox : la femme plus âgée (au restaurant)
- Jill Melford : la femme plus jeune (au restaurant)
- Ann Firbank : la femme de la haute société (au restaurant)
- Harold Pinter : l'homme de la haute société (au restaurant)
- Derek Tansley : le maître d'hôtel
- Hazel Terry : la femme dans la chambre
- Philippa Hare : la fille dans la chambre
- Dorothy Bromiley : la fille à l'extérieur de la cabine téléphonique
- Alison Seebohm : la fille du pub
- Chris Williams : le caissier du bar
- Gerry Duggan (en) : un serveur

### Non crédités
- John Dankworth : le chef de l'orchestre de jazz
- Davy Graham : le guitariste
- Aileen Lewis et Guy Stavenden : des clients du restaurant
- Colette Martin, Joanna Wake et Harriet Levine : des filles
- Bruce Wells : le peintre sur le trottoir

## Récompenses et nominations
- BAFTA du meilleur acteur 1964 pour Dirk Bogarde
- BAFTA de la meilleure photographie 1964 pour Douglas Slocombe
- BAFTA Meilleur nouveau venu dans un rôle principal 1964 pour James Fox